# 杰克·梅迪卡
杰克·查普曼·梅迪卡（英語：Jack Chapman Medica，1914年10月5日—1985年4月15日），美国男子游泳运动员。他曾获得1936年夏季奥运会男子400米自由泳金牌、1500米自由泳和4×200米自由泳接力银牌。